# Vera Flück
Vera Flück (* 30. Januar 1994 in Bern) ist eine Schweizer Schauspielerin.

## Leben
Vera Flück wuchs in Schwarzenburg und in Bern auf. 2012 schloss sie am Inselspital Bern eine Ausbildung zur Fachfrau Gesundheit ab, war anschliessend kurzzeitig in der Gesundheitspflege tätig, absolvierte die Berufsmaturitätsschule und verbrachte einige Monate bei einem Sprachaufenthalt in London. Sie war und ist zum Teil heute noch aktives Mitglied einer Pfadfindergruppe.
2014 zog sie nach München. Von August 2014 bis Juli 2018 studierte sie Schauspiel an der dortigen Otto-Falckenberg-Schule. Während ihres Studiums trat sie als Gast an den Münchner Kammerspielen auf, u. a. in den Produktionen «Klein Zaches mein Zinnober» (Regie: Wiebke Puls), «Das Pulverfass» (Regie: Katharina Bianca Mayrhofer) und «Der Bus» (Regie: Katharina Bianca Mayrhofer).
Von 2017 bis 2019 war sie am Schauspielhaus Zürich engagiert, zunächst als Gast und dann als festes Ensemblemitglied.
Anfang 2018 gehörte sie als Haushälterin Darja neben Claudius Körber, Fritz Fenne und Robert Hunger-Bühler zur Besetzung von «Hundeherz», einer Bühnenadaption der gleichnamigen Erzählung von Michail Bulgakow von Regisseur Alvis Hermanis, im «Pfauen» des Schauspielhauses Zürich. 2018 war sie am Schauspielhaus Zürich ausserdem in der Schauspielproduktion «Sweatshop – Deadly Fashion», einem Theaterabend über die globale Modeindustrie, zu sehen, wo sie unter der Regie von Sebastian Nübling «im großartigen Wisch-und-Kauf-Rausch» den modernen «Homo Zalando» darstellte.
In ihrer ersten Premierenproduktion als fix engagiertes Mitglied spielte sie in der Spielzeit 2018/19 den Kater Maurizio di Mauro im Kinder- und Familientheaterstück «Der satanarchäolügenialkohöllische Wunschpunsch» von Michael Ende. Weitere Premieren mit Flück folgten im Dezember 2018 und Januar 2019.
In der Spielzeit 2019/20 war sie als Gast am Schauspiel Köln engagiert und arbeitete dort mit Stefan Bachmann und Pınar Karabulut. Seit der Spielzeit 2020/21 ist sie festes Ensemblemitglied am Theater Basel.
Vera Flück ist Förderpreisträgerin und doppelte Preisträgerin des Studienpreises des Migros-Kulturprozents. Sie lebt in Basel.

## Filmografie (Auswahl)
- 2018: Va-t'en, dit-elle (Kurzfilm)
- 2018: Alles ist Gut (Kinofilm)
- 2018: Der Bestatter: Der Unbestechliche (Fernsehserie, Staffel 6, Episode 5)
- 2019: Seitentriebe (Fernsehserie, Staffel 2)
- 2019: Bruno Manser – Die Stimme des Regenwaldes (Kinofilm)
- 2020: Moskau Einfach! (Kinofilm)
- 2020: Das Leben ist kein Kindergarten (Fernsehfilm)
- 2021: Sunshine Acid (Kurzfilm)
- 2022: 99 Moons (Kinofilm)
- 2023: Legend of Wacken (Miniserie)
- 2025: Sie glauben an Engel, Herr Drowak?

## Theater (Auswahl)
- 2015: Der Bus, Münchner Kammerspiele, Regie: Katharina Bianca Mayrhofer
- 2016: Das Pulverfass, Münchner Kammerspiele, Regie: Katharina Bianca Mayrhofer
- 2017: Klein Zaches mein Zinnober, Münchner Kammerspiele, Regie: Wiebke Puls
- 2017: Zorn – Lieder und Geschichten, Münchner Kammerspiele, Regie: Georgette Dee, Heinz-Peter Lange
- 2018: Hundeherz, Schauspielhaus Zürich, Regie: Alvis Hermanis
- 2018: Sweatshop – Deadly Fashion, Schauspielhaus Zürich, Kaserne Basel, Junges Theater Basel, Regie: Sebastian Nübling
- 2018: Der satanarchäolügenialkohöllische Wunschpunsch, Schauspielhaus Zürich, Regie: Christina Rast
- 2019: Versetzung, Schauspielhaus Zürich, Regie: Clara Dobbertin
- 2019: Der Reisende, Schauspielhaus Zürich, Regie: Manon Pfrunder